# Phlegetonia ludatrix
Phlegetonia ludatrix là một loài bướm đêm trong họ Noctuidae.